# Kalikapur
Kalikapur é uma vila no distrito de Pashchimi Singhbhum, no estado indiano de Jharkhand.

## Geografia
Kalikapur está localizada a 22° 37′ N, 86° 17′ L. Tem uma altitude média de 158 metros (518 pés).

## Demografia
Segundo o censo de 2001, Kalikapur tinha uma população de 3786 habitantes. Os indivíduos do sexo masculino constituem 52% da população e os do sexo feminino 48%. Kalikapur tem uma taxa de literacia de 90%, superior à média nacional de 59,5%: a literacia no sexo masculino é de 93% e no sexo feminino é de 87%. Em Kalikapur, 6% da população está abaixo dos 6 anos de idade.